# Enyu Todorov
Enyu Dinev Todorov, bolgárul: Еню Динев Тодоров (Aprilovo, 1943. február 22. – Szófia, 2022. május 26.) olimpiai ezüstérmes, Európa-bajnok bolgár birkózó.

## Pályafutása
A CSZKA Szofija versenyzője volt szabadfogásban. Az 1966-os Európa-bajnokságon ezüstérmes lett. Az 1968-as mexikóvárosi olimpián ezüstérmet szerzett pehelysúlyban. Az 1969-es és az 1970-es Európa-bajnokságon aranyérmet nyert. A világbajnokságokon nem szerzett érmet. 1969-ben a negyedik, 1970-ben és 1971-ben a hatodik helyen végzett.

## Sikerei, díjai
- Olimpiai játékok – szabadfogás, 63 kg
  - ezüstérmes: 1968, Mexikóváros
- Európa-bajnokság – szabadfogás, 62 kg
  - aranyérmes (2): 1969, 1970
  - ezüstérmes: 1966